# 발렌티노 아쿠냐
발렌티노 아쿠냐(스페인어: Valentino Andrés Acuña, 2006년 1월 27일~)는 아르헨티나의 축구 선수로, 아르헨티나 연령별 대표팀에서 미드필더로 활동하고 있다.

## 국가대표팀 경력
2023년에 CONMEBOL U-17 축구 선수권 대회와 FIFA U-17 월드컵에 참가했다.